# Ciudadela ibérica de Calafell

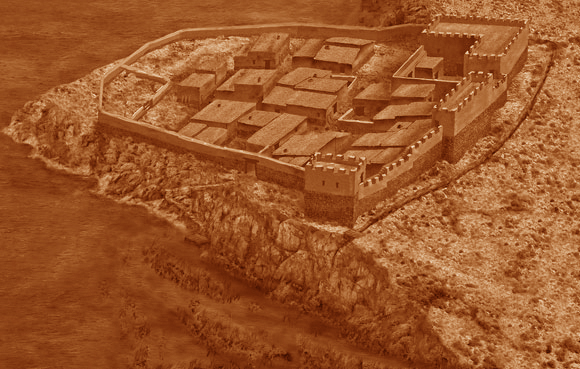
Gráfico reconstruido de la ciudadela ibérica de Calafell.

La Ciudadela Ibérica de Calafell es el nombre con el que se conoce el yacimiento arqueológico de Alorda Park, en el municipio de Calafell, en plena costa Dorada de Tarragona. La singularidad de este yacimiento es que se ha aplicado arqueología experimental. 
Se trata de un yacimiento arqueológico excavado desde 1980 por los arqueólogos Joan   Santacana y Joan Sanmartí. El asentamiento, frente al mar, es un recinto fortificado que se fundó a principios del siglo VI a. C., en época ibérica (segunda edad de hierro. Se interpreta como la sede de un caudillaje de la tribu ibérica de los Cossetanos; en su interior y rodeado por potentes murallas con la reproducción de una torre romana, hay un palacio y numerosas dependencias. Sufrió grandes reformas a finales del siglo IV y su final se relaciona con la crisis bélica de la segunda guerra púnica, cuando el cónsul Catón el Viejo, aplastó la sublevación general de tribus ibéricas contra Roma.
La particularidad de este yacimiento arqueológico es que se trata del primer yacimiento arqueológico de la península ibérica que ha sido reconstruido con técnicas de arqueología experimental, sobre los mismos restos, gracias a un proyecto diseñado y ejecutado por Joan Santacana entre 1992 y 1994. Se trata de un ejemplo de reconstrucción arquitectónica de un yacimiento arqueológico, así como de museografía didáctica. La reconstrucción permite ver y entrar en las casas, subir a las murallas, torres, así como examinar reproducciones (los originales no se encuentran aquí) de objetos de la cultura material de los íberos.

## Historia de la investigación

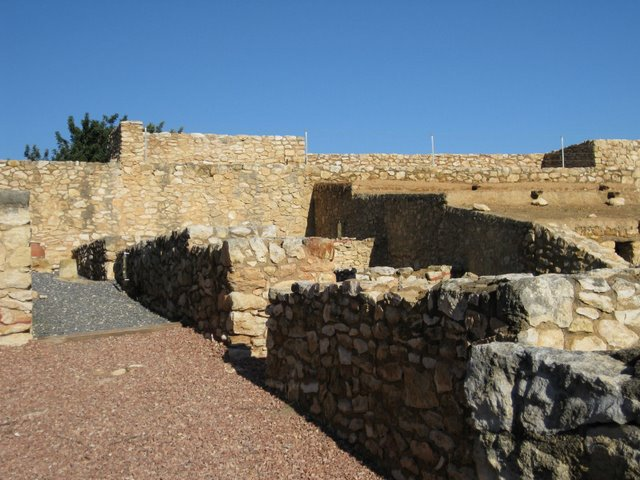
Vista de la reconstrucción de la ciudadela ibérica de Calafell.

El proyecto de la Ciudadela ibérica de Calafell está a cargo de dos grupos de investigación de la Universidad de Barcelona. El grupo de investigación de Arqueología Clásica, Protohistórica y Egipcia, así como el grupo de Didáctica del Patrimonio (DIDPATRI). Los responsables científicos de la Ciudadela son el Dr. Joan Sanmartí, catedrático de arqueología que ha centrado su investigación en el estudio de la Protohistòria en la Mediterránea Occidental, particularmente, en los procesos sociales y económicos implicados en el desarrollo de los estados ibéricos y de su disolución en época romana y republicana. Los responsables científicos de la Ciudadela por parte del segundo grupo son el Dr. Joan Santacana y Francesc Xavier Hernández del departamento de Didáctica de las Ciencias Sociales de la misma universidad, especializados en museografía didáctica y autores de múltiples proyectos de intervención patrimonial. 
La Ciudadela ibérica de Calafell, desde el punto de vista de la gestión, depende del Organismo Autónomo Municipal, Fundación Castell de Calafell, organismo que tiene bajo su responsabilidad la promoción, conservación y estudio de los elementos patrimoniales del municipio. Este organismo, como máximo responsable, es el que ejerce, en última instancia, el control tanto de los proyectos, como de su ejecución. Está presidido por el alcalde de Calafell. Desde el punto de vista administrativo y funcional, la Ciudadela ibérica es un equipamiento cuyo desarrollo está promovido desde el Área de Servicios Personales. 
La Ciudadela de Calafell forma parte desde 2007 de la red europea EXARC (Exchange on Archaeological Research and Communication) que agrupa yacimientos arqueológicos y equipamientos que comparten la misma filosofía de intervención y los modelos propios de la museografía didáctica y de la arqueología experimental. También, la Ciudadela ibérica de Calafell forma parte desde los inicios de la Ruta de los Iberos, impulsada por el Museo de Arqueología de Cataluña (Gerona) y que tiene como función, entre otras, estimular el turismo cultural en los yacimientos de época ibérica.

## Períodos de la fortaleza
La ciudadela ibérica de Calafell sufrió alteraciones a lo largo de los siglos. Se construyó durante la segunda mitad del siglo VI a. C. Las primeras casas, de planta alargada, se dispusieron de forma radial y se adosaron por la parte posterior a un muro que hacía la función de muralla. Deberíamos analizar las causas de su fundación. En la Antigüedad la costa entre los municipios de Cunit y Tamarit era una extensión de ciénagas y tremedales que aportaban una gran diversidad de fauna y flora. Los abundantes recursos naturales atrajeron a los íberos a esta zona. El territorio estaba muy cerca del mar, lo que favorecería la pesca, la defensa, el comercio, y apaciguaba el clima. Además de las buenas condiciones para la caza, había una gran luminosidad y alrededor disponían de grandes hectáreas de bosque que permitirían la obtención de madera de roble. Con anterioridad a la fundación de la ciudadela, el territorio ya había acogido a un establecimiento de muy breve duración, algunos restos del cual aún pueden ser vistos en el área fuera de las murallas. Hacia finales del siglo V a. C. y principios del cuarto, el poblado sufrió importantes reformas. Se redujo su superficie (probablemente por cuestiones defensivas) y se construyó una nueva muralla al norte, reforzada con torres, a la cual se adosaban casas alargadas, aunque en la parte central del poblado aparecen grandes casas de planta cuadrada. La puerta de la muralla estaba al lado de una torre de guardia para que los vigías pudieran saber quién entraba y quién salía. El urbanismo de esta época es regular, con calles de trazado rectilíneo que contaban con canales para la circulación del agua de la lluvia. En el siglo III a. C. se construyeron nuevas casas de grandes dimensiones en la zona norte, a las cuales se accedía a través de corredores. Esta fue su época de esplendor, un esplendor que no tardaría en desvanecerse trágicamente. La ciudadela fue abandonada paulatinamente a partir de finales del siglo III a. C. y principios del segundo, debido principalmente a las vicisitudes del período (la segunda guerra púnica y las rebeliones de la resistencia anti-romana). Durante el siglo II a. C. tan solo permanecerán algunas pocas casas dispersas, y ya en el siglo I a. C., abandonado el poblado ibérico, se construyó una gran domus romana en la parte sureste del asentamiento que acogió a una familia patricia.  

## De los espacios (arquitectura, técnicas constructivas, casas, espacios de culto,…)
La construcción básica en el cosmos íbero era la casa, núcleo de la tan importante vida familiar. La casa ibérica por antonomasia era un edificio rectangular de una sola estancia y de superficie no superior a los 40 m². Pero no todas las casas eran así: las aristocráticas eran naturalmente más complejas, con diversas estancias destinadas a actividades diferenciadas; además, incluso podían tener un piso superior. Las casas aristocráticas eran a su vez centros de vida y de reunión. Las primeras casas complejas de la ciudadela de Calafell surgen en el siglo IV a. C.: tienen 3 habitaciones y 60 m². Con el tiempo, irán siendo más grandes y de planta más compleja. En el siglo III a. C. se construyen grandes casas a las que se accede por un corredor que hacía de distribuidor, con superficies de entre 280 y 370 m². Esta importancia de las grandes casas se explica por la gente que residía en la ciudadela: la ciudadela era la sede de una aristocracia cesetana guerrera y terrateniente, y con ellos vivían sus esclavos. Se estima una población de la ciudadela de unos 65 habitantes aplicando una media de 5 habitantes por casa. Por otra parte, los edificios públicos eran muy escasos: podía haber algún almacén o espacio ritual, pero su arquitectura se diferenciaba poco de la de las casas. A menudo las únicas diferencias residen en los acabados interiores y en los objetos que contenían. En Cataluña no se conoce ningún santuario ibérico importante, pero sí que podríamos afirmar la existencia de “montañas sagradas” ibéricas como el monte de Mas Boscà. Lo más relacionado con los rituales en las arquitecturas era la construcción de altares y el entierro de partes de animales, de niños o de fetos bajo los pavimentos de las casas. El entierro de animales se interpreta como resultado de sacrificios de fundación, y el de los niños como una manera de darles un tratamiento funerario distinto al de los adultos, que eran incinerados, pero también se podría tratar de sacrificios. Los animales sacrificados en la ciudadela de Calafell eran sobre todo ovejas y cabras, pero también perros y gallos. Algunos recintos tienen pequeños altares y presentan muchos huesos animales bajo sus pavimentos: debían ser pequeños santuarios. El entierro de fetos o de bebés en la ciudadela es poco común, y los pocos que existen se encuentran bajo la llamada “Casa del Caudillo”. En cuanto al espacio de servicios, en la ciudadela de Calafell nos encontramos con sistemas de recolección de aguas. En el siglo V a. C. se construyó un pozo de 10 m de profundidad y 1’60 m de diámetro. Además, la ciudadela contaba con molinos. Los molinos ibéricos más frecuentes son los de rotación; en la ciudadela, estos molinos eran utilizados para moler cereales y habas, según indican los restos que se conservan adheridos a la superficie de fricción de los molinos. También utilizaban molinos “de vaivén”; estos molinos se utilizaron en la ciudadela para procesar minerales. Ya por último, la ciudadela contaba con un horno de pan comunitario que alcanzaba los 350 grados.

## Poblado íbero de Calafell en la actualidad
En la población tarraconense de Calafell se reconstruyó la ciudadela ibérica. Los arqueólogos que la han excavado y reconstruido tal como era en el siglo III a. C. han tenido como misión principal recrear exactamente cómo vivían los antiguos íberos dentro de aquella ciudadela, que por algunos restos encontrados parece ser que fue habitada posteriormente por los romanos. Una gran torre de asalto de madera frente a la muralla nos informa de cómo eran los asedios en aquella época, aunque la ciudadela no fue tomada, sino simplemente abandonada por sus ocupantes.
Las casas, silos, almacenes, talleres y demás han sido edificados con meticulosa exactitud, con paneles que van informando a los turistas de cómo era un día habitual en el interior de aquella pequeña fortaleza

## Reconstrucción
El año 1992, se inició la reconstrucción de una buena parte del asentamiento siguiendo modelos de los países nórdicos, en especial del yacimiento de la Edad del Hierro de Eketorp (isla de Öland en Suecia). La tarea de reconstrucción se hizo tras un esmerado estudio técnico, y siguiendo pautas propias de la arqueología experimental. El interior de los recintos fueron amueblados con réplicas, teniendo presente los objetos originales encontrados in situ en la excavación.

## Arquitectura
En la Ciudadela ibérica de Calafell tenemos la oportunidad de comprobar la resistencia, humedad, filtraciones, etc. de las cubiertas de las casas que se reconstruyeron en su día. La observación directa y los apuntes que tomamos de todo nos empiezan a dar indicios que una mayor inclinación de las cubiertas permiten más impermeabilidad, contrariamente al que veníamos pensando en las últimas hipótesis. Por el momento, al fin y al cabo son observaciones visuales directas, y ahora hará falta ir corroborándolo.